# Ivo Sivrić
Ivo Sivrić (Međugorje, 15. kolovoza 1917.) je hrvatski pisac i memoarist iz BiH.
Pučku školu završio u rodnom mjestu, gimnaziju na Širokom Brijegu, a bogoslovlje u Mostaru i Zagrebu. Od 1947. živi u SAD. 
Djela: Bishop Strossmayer, New Light on Vatican, Krvave godine (memoari, 1976.). 